# ポルトガル語新辞典

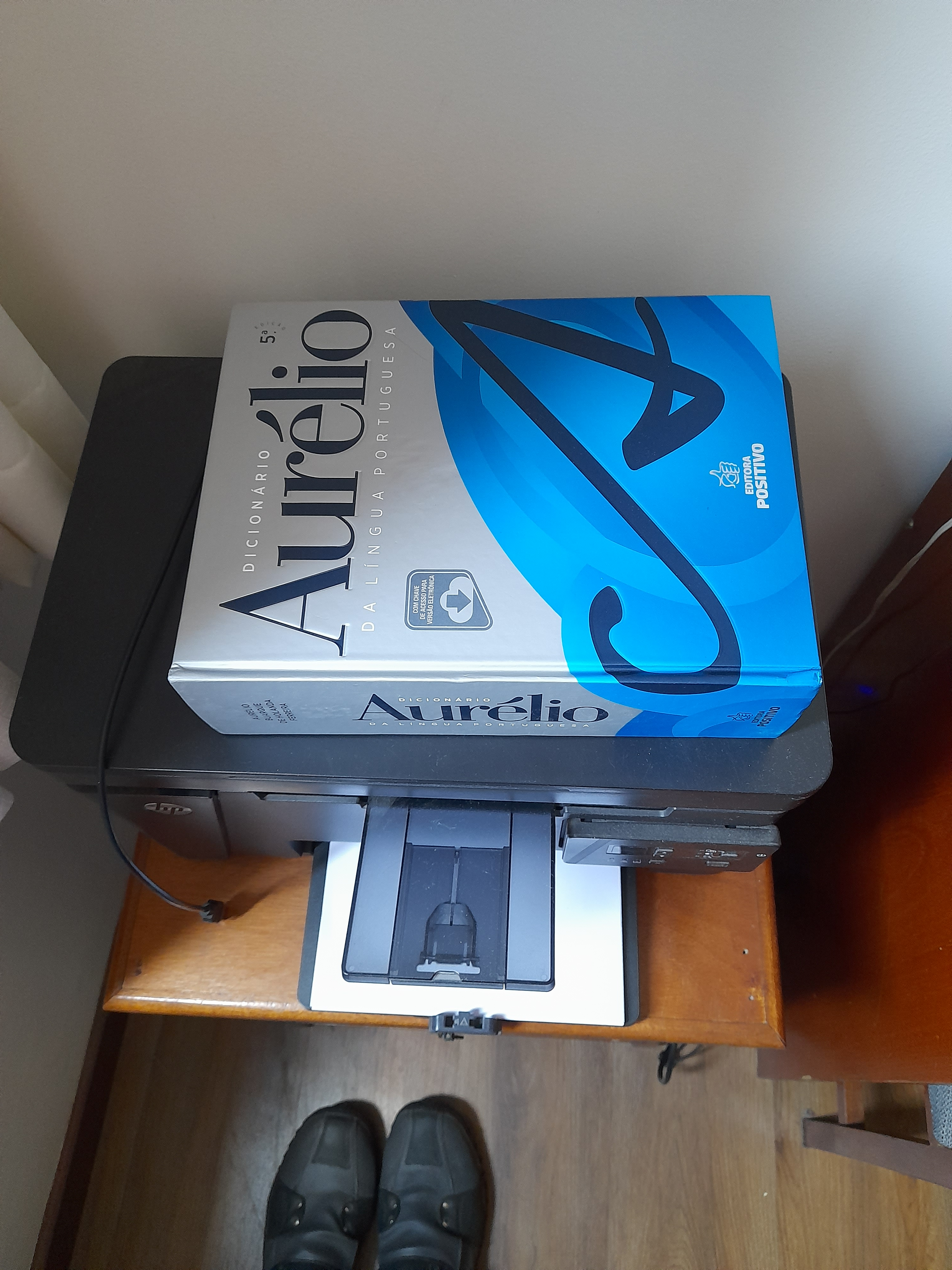

ポルトガル語新辞典（ポルトガルごしんじてん、Novo Dicionário da Língua Portuguesa）はブラジルで発刊されているポルトガル語の辞典。アウレリオ・ブアルケ・デ・オランダ・フェレイラ（Aurélio Buarque de Holanda Ferreira）が初版（1975年刊行）を編纂したため、アウレリオ辞典（dicionário Aurélio）とも呼ばれる。出版社の発表では2005年の時点で旧版・関連書を累計して4000万部以上が発売されたという。最新のものは2004年で項目数が約43万5000。